# Masculinidad hegemónica
En los estudios de género, masculinidad hegemónica es un concepto propuesto por Raewyn Connell, como una manera concreta de expresar el género masculino, la más corrientemente aceptada, la que aporta legitimidad al patriarcado, es decir, la que garantiza (o se toma para garantizar) la posición dominante de los hombres y la subordinación de las mujeres. Conceptualmente, la masculinidad hegemónica propone explicar cómo y por qué los hombres mantienen los roles sociales dominantes sobre las mujeres, y otras identidades de género, que se perciben como "femeninos" en una sociedad dada.
Como concepto sociológico, la naturaleza  hegemónica de la "masculinidad hegemónica" se deriva de la teoría de la hegemonía cultural, desarrollada por el teórico marxista Antonio Gramsci, que analiza las relaciones de poder entre las clases sociales de una sociedad. Por lo tanto, en el término "masculinidad hegemónica", el adjetivo  hegemónico  se refiere a la dinámica cultural por medio de los cuales un grupo social reclama y sostiene una posición de liderazgo dominante en una jerarquía social; no obstante, la masculinidad hegemónica encarna una forma de organización social que se ha desafiado y cambiado sociológicamente.

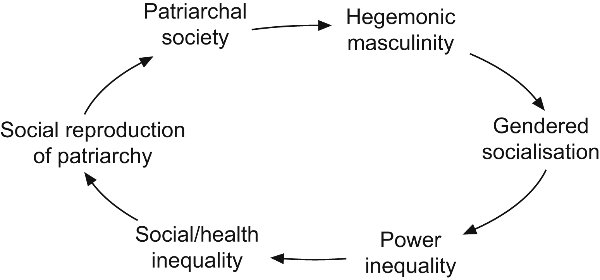
El patrón cíclico de como la masculinidad hegemónica se produce, reproduce y perpetúa.

Los inicios conceptuales de la masculinidad hegemónica representan la forma culturalmente idealizada de la virilidad que era socialmente y jerárquicamente exclusiva y preocupados con el ganar el pan cotidiano; eso provocaba ansiedad y diferenciaba (internamente y jerárquicamente); eso fue brutal y violento, pseudo-natural y duro, psicológicamente contradictorio, y por lo tanto propenso a las crisis; económicamente rica y socialmente sostenible.
Muchos sociólogos criticaron que la definición de la masculinidad hegemónica  como un tipo de carácter fijo, que es analíticamente limitado, porque excluye la complejidad de las diferentes, y en competencia, formas de masculinidad. En consecuencia, la masculinidad hegemónica fue reformulada para incluir la jerarquía de género, la geografía de las configuraciones masculinas, los procesos de realización social y las dinámicas psicosociales de las variedades de la masculinidad. Por otra parte, los defensores argumentan que la masculinidad hegemónica es conceptualmente útil para la comprensión de las relaciones de género, y es aplicable al desarrollo del ciclo de vida, educación, criminología, las representaciones de la masculinidad en los medios de comunicación de masas, la salud de los hombres y las mujeres y la estructura de las organizaciones desde el punto de vista funcional.

## Orígenes
En los estudios de género, la masculinidad hegemónica es un concepto popularizado por la socióloga R. W. Connell de prácticas propuestas que promueven la posición social dominante de los hombres y la posición social subordinada de la mujer.
Las vías tradicionales para que los hombres ganen honor eran proporcionandas por sus familias y el ejercicio del liderazgo. Raewyn Connell ha denominado al conjunto de roles y privilegios masculinos tradicionales como masculinidad hegemónica, alentado en los hombres y desalentado en las mujeres: "La masculinidad hegemónica se puede definir como la configuración de la práctica de género que encarna la respuesta corrientemente aceptada al problema de la legitimidad del patriarcado, lo que garantiza la posición dominante de los hombres y la subordinación de las mujeres ".

La construcción de la masculinidad hegemónica está directamente vinculada con la adopción de prácticas temerarias y de graves riesgos.

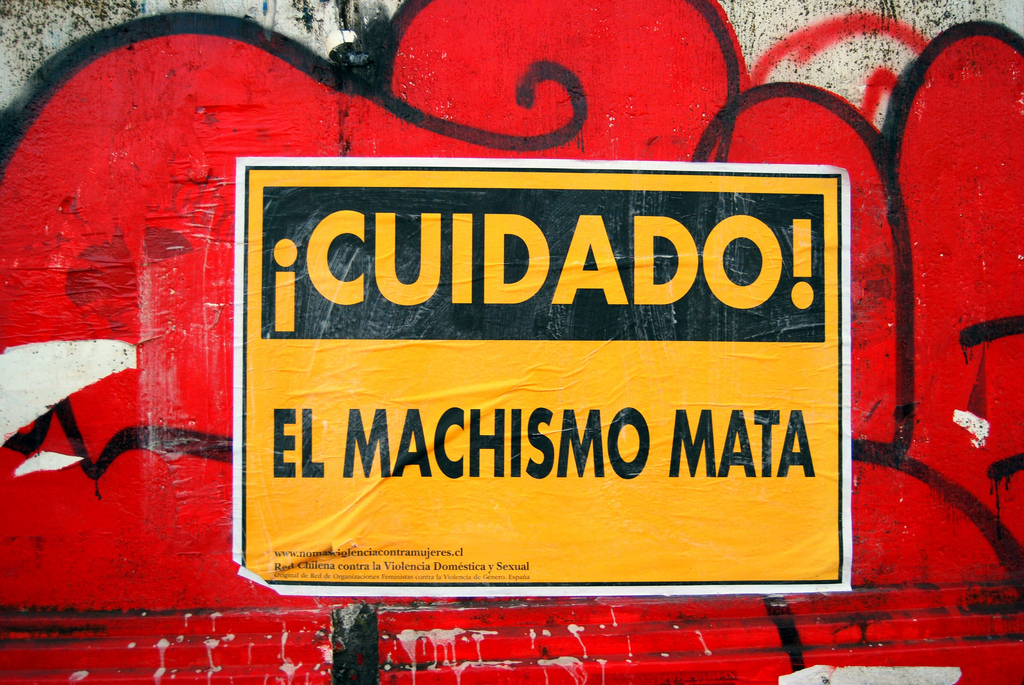

La masculinidad es objeto de estudio del discurso filosófico, el discurso antropológico, el discurso sociológico y el discurso psicológico.
La masculinidad hegemónica o machismo –definida como oposición o rechazo a la feminidad– está asociada directamente con el patriarcado como lógica de relación y de comprensión del mundo, donde el varón es el género predominante en la condición humana. Investigadores como Herb Goldberg, Pierre Bourdieu, o Michael Kaufman, empezaron a valorar la importancia del estudio de la masculinidad patriarcal. También aparecieron nuevos investigadores como Keith Thompson, Elisabeth Badinter y Adam Kuper, Robert Moore y Douglas Gillette, Robert Bly, David D. Gilmore, Benno de Keijzer, Enrique Gil Calvo, José Olavarría y Rodrigo Parrini, Juan Carlos Hidalgo Ciudad, Àngels Carabí y Josep M. Armengol, Gustavo Briceño y Edgar M. Chacon, Rubén Cisneros Pérez, o Patricia Arés Muzio, que se ocuparon de estudiar la construcción de la identidad masculina y los mandatos sobre la masculinidad en las relaciones de poder de nuestra sociedad. 

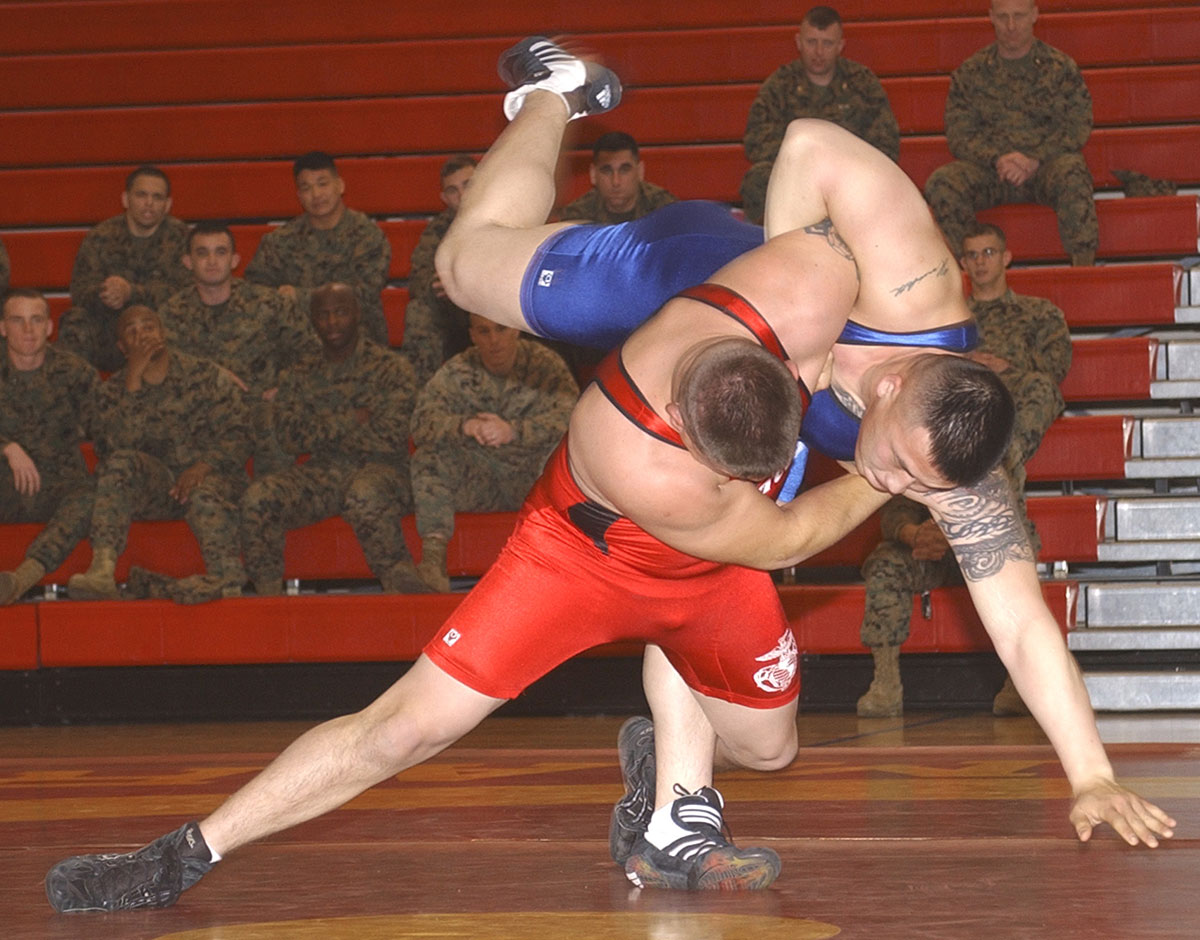
Las competiciones de fuerza y habilidad físicas son una característica de la masculinidad que aparece de alguna forma en virtualmente cada cultura. Aquí, dos marines de los EE.UU. compiten en un combate de lucha libre.

En algunos casos sostienen que la masculinidad patriarcal, aunque sea un sistema construido socialmente para beneficiar a los varones, también se padece, con lo cual, el patriarcado impondría sus cánones no sólo a las mujeres sino también a los varones que se verían, ellos también, obligados a una forma de ser específica que los convertiría en verdaderos hombres. La masculinidad sería la manera de ser hombre, el concepto social de cómo debe ser un hombre, cuyo ideal para la cultura patriarcal sería ser competitivo, fuerte, duro, musculoso, valiente, viril, un hombre de acción, independiente, seguro de sí mismo y un triunfador, al mejor estilo de los personajes interpretados por Sylvester Stallone, Arnold Schwarzenegger, Clint Eastwood, Jean-Claude Van Damme, Mel Gibson, John Wayne, Chuck Norris, Charles Bronson o Bruce Willis en las películas de acción. El tema de la masculinidad dentro del cine llegó a convertirse en una asignatura en las universidades en los años 1990.
Otros investigadores estudiaron el concepto de masculinidad en los rituales de iniciación en otras culturas.
Según el sociólogo Pierre Bourdieu, la visión dominante sobre la masculinidad se puede estudiar en los discursos, los refranes, los proverbios, los enigmas, los cantos, los poemas, en las representaciones gráficas (arte y cine), en la organización del tiempo y el espacio y en las técnicas del cuerpo (postura, ademanes, poses y porte), que aparecen en todas las sociedades.
Según el psicólogo Norberto Inda, los estudios de género con respecto a las mujeres lograron cuestionar la política sexista como prescripción de género, pero no con respecto a los varones, por lo cual éstos quedaron fijados en su rol de género. De esta manera se esquematiza el rol del ejercicio de la masculinidad y se la confunde con la representación social reduciéndose así las diferencias entre los varones y aumentándolas con respecto a las mujeres.
Según el psicólogo Alfonso Hernández Rodríguez, se espera del varón que sea el que manda, el que dirige, el que toma las decisiones, el jefe de familia que provee económicamente y protege, aquel que logra el éxito entendido como riqueza y poder. Esta concepción excluye no solamente a las mujeres sino a los varones que no se corresponden con éstos cánones.
Dentro de los roles característicos que se les asigna a la masculinidad hegemónica se encuentran: virilidad, caballerosidad, superioridad, fortaleza, temple, competición, entre otros. Esto lleva a una división social del trabajo desigual donde el varón tiene un lugar en el mundo asociada a la fuerza de trabajo y la mujer al de la reproducción. En palabras del psicólogo José Manuel Salas Calvo:

Además, como es el más fuerte, el más inteligente, el racional, "el hombre de la casa", debe asumir como propias de su masculinidad una serie de tareas que lo hacen encarar obligaciones y funciones de manera aberrante (lo mismo que sucede en la mujer: como la lleva dentro por nueve meses, la parió y puede amamantarla, es la única capacitada y llamada al cuido de la prole). Así el hombre es el llamado al sostén y mantenimiento de la familia, a asumirse únicamente como proveedor de las cuestiones materiales de la familia (obviando nutrir con otros alimentos básicos de la convivencia humana), a no manifestar preocupaciones cuando la situación socioeconómica aprieta, etc.

### Historia
El concepto de masculinidad hegemónica fue propuesto por primera vez en los informes de campo de un estudio sobre la desigualdad social en las escuelas secundarias de Australia; en una discusión conceptual relacionada de la realización de las masculinidades y las experiencias de los cuerpos de los hombres; y en un debate sobre el papel de los hombres en la política laboral de Australia. Estos comienzos se organizaron en un artículo que criticaron la literatura sobre el "rol del sexo masculino" y propusieron un modelo de múltiples masculinidades y relaciones de poder. Este modelo se integró en una teoría sociológica sistemática de género. Las seis páginas resultantes en  Género y Poder  por R. W. Connell sobre "masculinidad hegemónica y feminidad enfatizada" se convirtieron en la fuente más citada para el concepto de la masculinidad hegemónica. Este concepto basa sus raíces teóricas en el término gramsciano hegemonía, ya que se utilizó para entender la estabilización de las relaciones de clase. Después, la idea fue trasladada al problema de las relaciones de género.
La masculinidad hegemónica tiene algunas de sus raíces históricas tanto en los campos de la psicología social como de la sociología, que han contribuido a la literatura sobre el papel del sexo masculino que había empezado a reconocer la naturaleza social de la masculinidad y las posibilidades de cambio en la conducta de los hombres. Esta literatura precedió al Movimiento de liberación de las mujeres y a las teorías feministas del patriarcado, que también jugaron un papel importante en la formación del concepto de la masculinidad hegemónica. Los conceptos fundamentales de poder y de la diferencia se encontraban en el movimiento de la liberación gay que no sólo había tratado de analizar la opresión de los hombres, sino también la opresión por los hombres. Esta idea de una jerarquía de las masculinidades ha persistido desde entonces e influenciado fuertemente la reformulación del concepto.
La investigación social empírica también jugó un papel importante como un creciente cuerpo de estudios de campo documentado de las jerarquías de género locales y culturas locales de las masculinidades en las escuelas, lugares de trabajo dominados por los hombres y las comunidades rurales. Por último, el concepto fue influenciado por el psicoanálisis. Sigmund Freud produjo las primeras biografías analíticas de hombres y mostró cómo la personalidad adulta era un sistema en tensión y el psicoanalista Stoller popularizó el concepto de identidad de género y cartografió su variación en el desarrollo de los niños.

## Consecuencias de la masculinidad hegemónica
Las consecuencias de este marcado estereotipo social se puede encontrar en los servicios de terapia intensiva de los hospitales, en la población carcelaria, donde la gran mayoría de los reclusos son varones, en las estadísticas de accidentes y en los hechos delictivos que leemos en los diarios pues los varones tendrían una mayor propensión a cometer delitos. Ser varón es un factor de riesgo tanto para las estadísticas de suicidio como para las estadísticas de accidentes de tránsito.

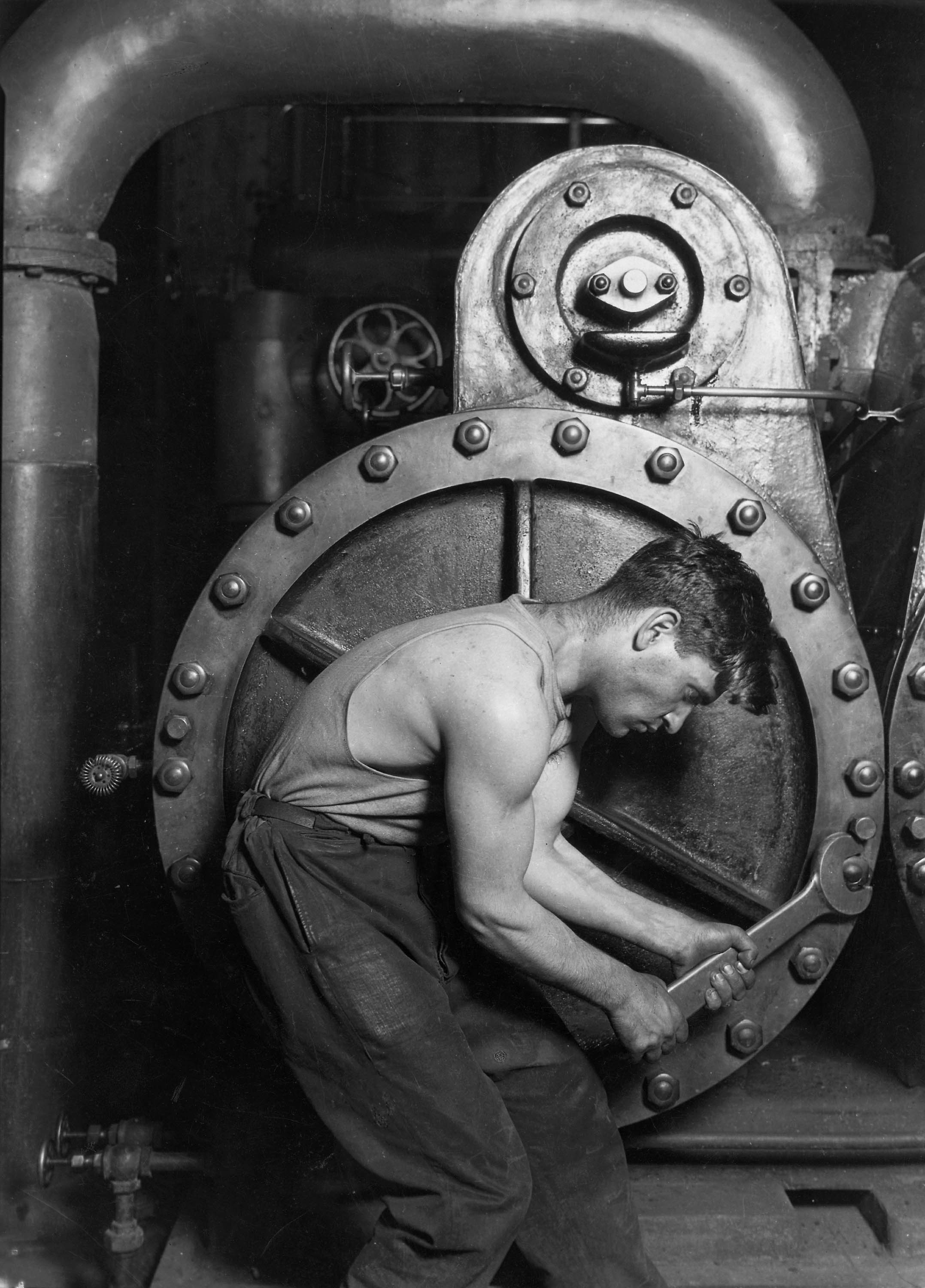
La maquinaria, el trabajo fuerte y músculos son tradicional y sesgadamente asociados con la masculinidad.

Esto no se debe a que la violencia o la agresividad sean algo inherente al ser varón sino a que los varones son más reticentes a consultar cuando se sienten mal y por eso suelen terminar internados cuando la situación ya es grave, a que los varones tienden más que las mujeres a exponerse a situaciones de riesgo porque eso es lo que se espera de ellos y porque son empujados socialmente a la pelea, la disputa, la demostración de fuerza física y el despliegue muscular.

El significado de “Ser hombre” es diferente para cada persona, situación que se explica a partir del proceso de socialización al que todos los seres humanos estamos expuestos desde la más temprana edad, ya que no es lo mismo ser hombre en Europa que en América latina, o ser un hombre rural que vivir en un ámbito urbano, y más allá de esto, no es lo mismo vivir siendo un hombre heterosexual que un hombre homosexual. Este proceso puede llevar a no disfrutar de la sexualidad y no buscar el cuidado de la salud; además de perpetuar estereotipos.

Desde su nacimiento se los viste de azul, se les enseña a no quejarse, a no mostrarse vulnerables porque eso significa debilidad, a no demostrar sus sentimientos en especial la ternura, a no pedir ayuda, a ser siempre activos y no mostrar su desconocimiento, a confundir acción y agresión con virilidad, a confundir el poder, la productividad, la conquista, la hiperactividad y la penetración con masculinidad, a luchar hasta no dar más, a rendir en los deportes a expensas de la propia salud, se les indica que no deben llorar, que deben competir y ganar siempre en las peleas,  sobresalir en los deportes de riesgo, exponerse a peligros sin sentir temores, entre otros.
Según la filósofa Simone de Beauvoir, desde muy pequeños a los varones se les retacea la ternura que se les brinda a las niñas condenándolos a la independencia, la madre les niega los besos y abrazos que prodiga a sus hermanas, no se los halaga por sus esfuerzos de seducción sino que se les enseña a no ser coquetos, no se los protege contra la angustia de la soledad porque «los hombres no tienen miedo», a través de frustraciones experimentan desde muy temprano el desamparo, su destete es más brutal que el de las niñas, se le dice «un hombre no pide besos», «un hombre no se mira en el espejo», «un hombre no llora». Se les inculca desde muy temprano el orgullo por la trascendencia de su sexo como compensación por todas las frustraciones padecidas.
Para la sociedad la eficiencia del varón se identifica exclusivamente con el rendimiento productivo, laboral, económico, profesional o bélico, sin tener en cuenta sus reales necesidades tanto emocionales como físicas, sus sentimientos, su salud física o mental o su deseo sexual. Los varones son compelidos a tener una vida sexual frecuente y a estar siempre disponibles, como si más fuera sinónimo de mejor, con lo que la sexualidad masculina se convertiría más en un mandato social que en un placer singular.

Como ejemplo podemos citar el hecho de que se espera que los jóvenes tengan experiencias sexuales como demostración de virilidad, ya que no hacerlo, puede llevar a la sociedad a dudar de su masculinidad. Esta situación lo enfrenta a un mayor riesgo si desconoce las estrategias de protección.

Esto los convierte en un colectivo más vulnerable en cuanto a la salud sexual, como ser las infecciones de transmisión sexual como el sida, en cuanto a la salud reproductiva, como por ejemplo las dificultades para hacerse cargo de la paternidad y en cuanto a la violencia en general.
Por ejemplo, un estudio realizado en Yucatán entre 2000 y 2005 sobre mortalidad infantil mostró un mayor índice de muertes en niños que en niñas. En cuanto a las cifras de suicidio entre adolescentes, la estadística mostró que un 80 % de los mismos habían sido realizados por varones. Entre las víctimas de homicidio en adolescentes entre 15 y 19 años, el 86 % habían sido varones.
Pero como estos «valores masculinos» son socialmente más valorizados que los «valores femeninos», muchas veces los varones tienden a confundir más fácilmente identidad personal con identidad de género que las mujeres, o sea, lo que se espera de ellos según el estereotipo social, con lo que realmente son.

Los estudios sobre varones surgieron básicamente para dar respuesta a las diversas formas de hacerse hombres en diferentes sociedades y contextos, pero más que nada, emergieron para entender por qué si el modelo tradicional de masculinidad ubica a los varones en una posición de poder y autoridad, desde hace algunas décadas se encuentran vulnerables a los vaivenes de la vida global y frente a las mujeres.